# Ziomkostwo
Ziomkostwo – stowarzyszenie osób pochodzących z tego samego regionu kraju oraz ich potomków identyfikujących się z regionem pochodzenia.

## Ziomkostwa w Niemczech
Ziomkostwa charakterystyczne są szczególnie dla Niemców, którzy po II wojnie światowej w wyniku porozumienia trzech mocarstw w Jałcie zmuszeni zostali do opuszczenia swoich stron rodzinnych na Śląsku, Pomorzu i w Prusach Wschodnich, a także w czeskim Kraju Sudetów. 
Organizacje ziomkowskie w Niemczech (niem. Landsmannschaft) nie są w zasadzie tożsame ze Związkiem Wypędzonych (Bund der Vertriebenen). Te pierwsze zasadniczo kultywują pamięć o "małej ojczyźnie" (Heimat), w drugim przypadku większy nacisk kładziony jest na odwrócenie, przynajmniej częściowe, zaistniałego w wyniku przegranej przez Niemcy wojny stanu rzeczy.

## Ziomkostwa żydowskie
Istnieją także ziomkostwa żydowskie kultywujące pamięć o zaginionych sztetl.  Po 1945 ziomkostwa te zaczęły pisać w językach jidysz i hebrajskim tzw. księgi pamięci, których powstało ponad 500. Opisują one nieraz bardzo dokładnie życie codzienne gmin żydowskich, będąc dla historyków nieocenionym źródłem przy pisaniu historii Żydów w Polsce.

## Ziomkostwa w Polsce
W Polsce funkcjonują podobne organizacje (nie używające jednak negatywnie nacechowanego wyrazu „ziomkostwo”) Polaków, którzy w wyniku powojennych przemieszczeń terytorialnych ustalonych w Jałcie zmuszeni zostali do opuszczenia swoich stron rodzinnych na Kresach Wschodnich. 
Organizacje takie nazywane bywają np. Kresowym Ruchem Patriotycznym, Towarzystwem Kresowiaków, Towarzystwem Miłośników Lwowa i Kresów Południowo-Wschodnich oraz Wilna, Związkiem Wypędzonych z Kresów Wschodnich RP, Światowym Kongresem Kresowian.
Działa również kilka portali internetowych zrzeszających osoby zainteresowane tematyką kresową, np. kresy.pl, kresy24.